# آدا (رود)
آدا (به لاتین Abdua) رودی است به رودخانه پو می‌ریزد. این رود از کشور ایتالیا می‌گذرد. طول آن ۳۱۳ کیلومتر (۱۹۴ مایل) است. آدا یک رودخانه در شمال ایتالیا، یک شاخه از پو است. این رود در کوه‌های آلپ افزایش می‌یابد و در نزدیکی مرز با سوئیس به رود پو می‌پیوندد. بالاترین ارتفاع آن در ۴۰۲۰ متر از سطرح دریا (۱۳۱۹۰ فوت) می‌باشد.
شهرهای برمیو، سوندریو، بلاجیو، لکو و لودی در امتداد این رودخانه در ایتالیا قرار دارند. رودخانه آداد قبلاً مرز بین جمهوری ونیز و قلمرو دوک میلان پس از معاهده لودی در سال ۱۴۵۴ میلادی بودو در اداوار تاریخی جنگهای بسیار در این منطقه رخ داده است بخصوص که ناپلئون، امپراتور فرانسه در سال ۱۷۹۶ در اطراف شهر لودی قوای اتریشی را شکست داد. چند جنگ نیز در حومه شهر کاسانو دی آدا رخ داده است.